# 武田二十四將

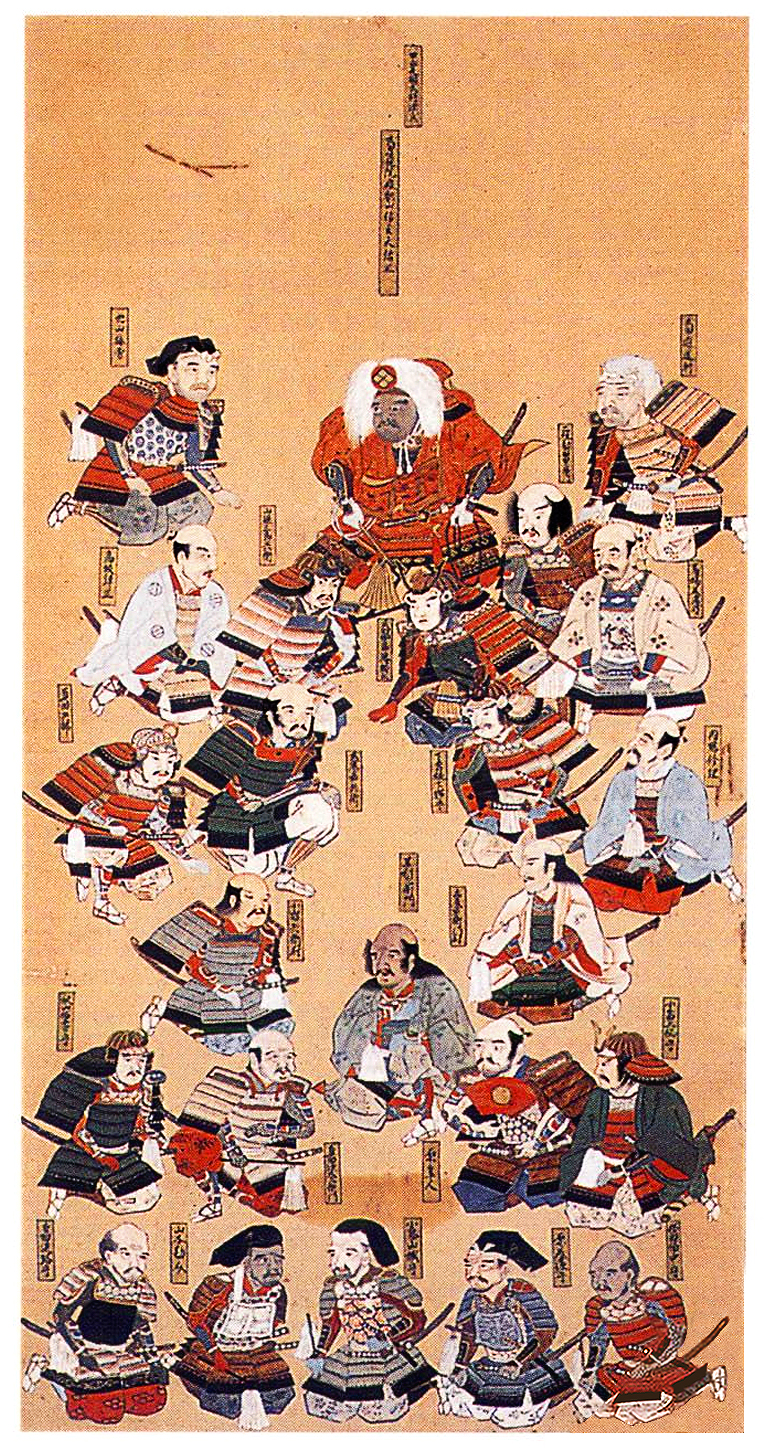
武田二十四將圖（武田神社所藏品）

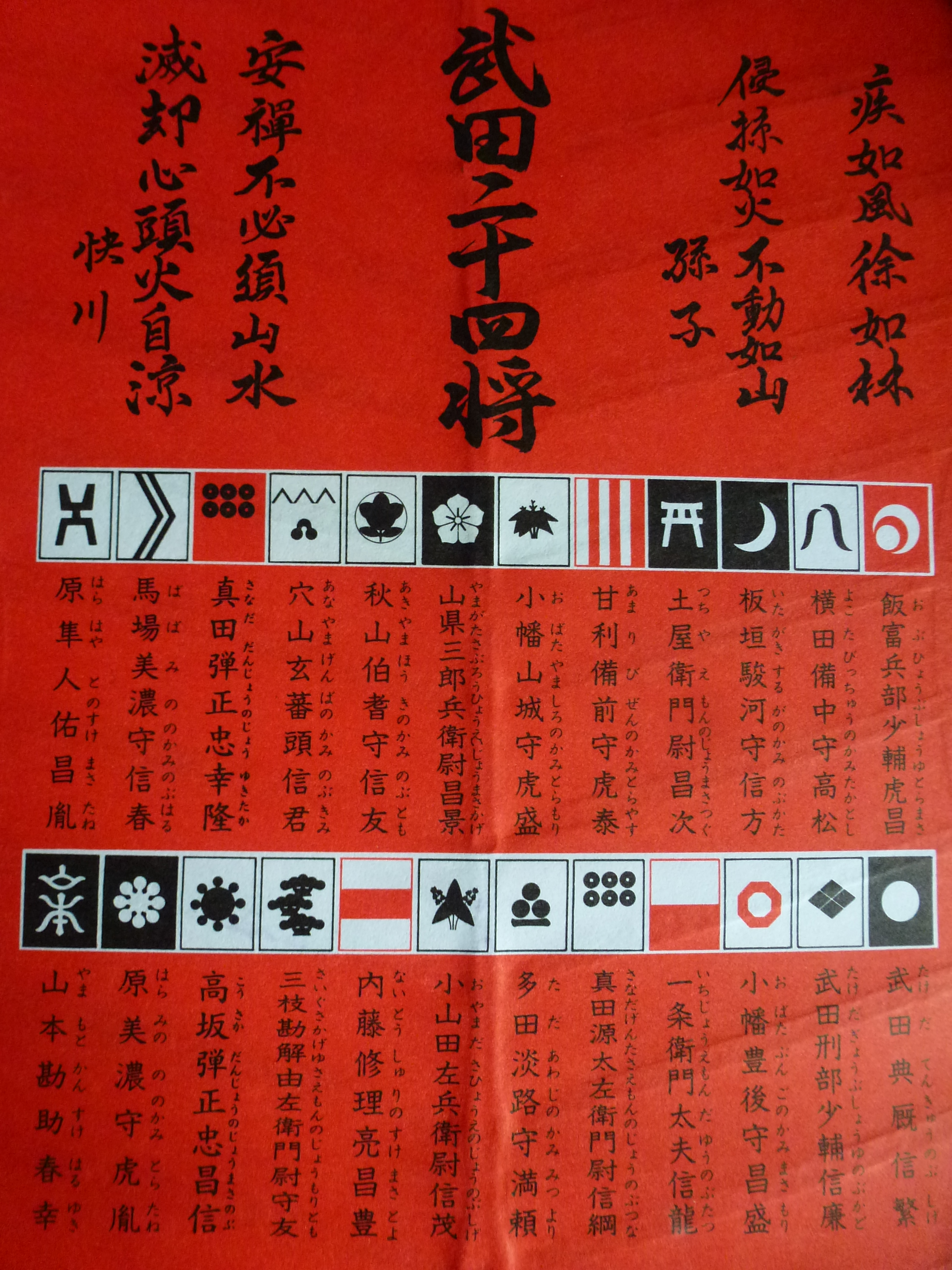
武田二十四將的旗印

武田二十四將（日语：／ Takedanijūshishō / Takedanijūyonshō）是指武田信玄麾下的武將中，後世在講談或軍記物等作品中評價特別高的24人。

## 概要
在江戶時代，「武田二十四將圖」作為繪畫或浮世繪的題材受到廣泛關注，但它並非戰國時期實際存在的職制或稱呼。「武田二十四將圖」中的肖像畫多於江戶時代的文政年間創作，採用掛軸佛畫的集合圖像形式。畫面上部中央描繪了法師武者姿態的武田信玄，周圍則排列著親族眾、家臣團及國人眾，展現軍議進行的場景。人物選定受到當時的淨瑠璃和浮世繪影響深遠。
「二十四將圖」中所描繪的武將因不同版本而有所差異，但無論哪一版本，信玄均被計算為一名武將，因此實際描繪的武將僅有23人。此外，也有「二十二將」、「十四將」或「十二將」的版本，甚至以武田勝頼或武田信廉為中心的作品也存在。描繪的武將名字多依據《甲陽軍鑑》等史料，但有時與文獻中確認的真實姓名不符。此外，部分圖像存在時間上的矛盾，例如描繪在天文17年上田原之戰中戰死的板垣信方、甘利虎泰，以及在信玄後期至勝頼時期活躍的真田昌幸同時出現在畫中。
信玄的肖像畫在同時代已有多種版本，既有青年武將形象，也有出家後的壯年姿態；此外，從同時代起便存在法師武者或不動明王的形象。江戶中期至後期，隨著軍記物《甲陽軍鑑》的流行，赤法衣、諏訪法性兜以及持軍配的軍陣形象逐漸確立，並成為信玄神格化的表現形式。與「二十四將圖」相似的信玄個人肖像畫也在此時被創作。
在近世繪畫中，作為供養像的戰國大名及其家臣團集體肖像畫廣泛流行。然而，廢絕大名家僅有少量遺臣需求，因此相關作例較少。武田氏滅亡後，因德川氏庇護武田遺臣，加之江戶時代《甲陽軍鑑》的普及及甲州流軍學的流行，武田氏的肖像畫仍有一定需求。
江戶時代前期已有初代鳥居清信的作品，此外，山梨縣武田神社所藏品、山梨縣立博物館所藏品、和歌山縣高野山成慶院所藏品、山口縣柏原美術館（舊岩國美術館）所藏品，以及愛知縣醫王院所藏品等，均為代表性的「武田二十四將圖」作品。

## 主要人物
雖然有不同記載，不過一般是指以下的人物。次序以日語五十音排列。
|                      | 生卒年           | 出自            | 死因               |
| -------------------- | ---------------- | --------------- | ------------------ |
| 秋山信友（秋山虎繁） | 1527年－1575年   | 秋山氏          | 刑死（岩村城之戰） |
| 穴山信君             | 1541年－1582年   | 穴山氏          | 戰死（本能寺之變） |
| 甘利虎泰             | 1498年？－1548年 | 甘利氏          | 戰死（上田原之戰） |
| 板垣信方             | 1489年？－1548年 | 板垣氏          | 戰死（上田原之戰） |
| 一条信龍             | 1539年？－1582年 | 武田氏          | 戰死（天目山之戰） |
| 小畠虎盛（小幡虎盛） | 1491年－1561年   | 甲州小幡氏      | 病死               |
| 小幡昌盛             | 1534年－1582年   | 甲州小幡氏      | 病死               |
| 飯富虎昌             | 1504年？－1565年 | 飯富氏          | 自殺（義信事件）   |
| 小山田信茂           | 1539年－1582年   | 小山田氏        | 刑死（天目山之戰） |
| 高坂昌信（春日虎綱） | 1527年－1578年   | 農民、春日氏    | 病死               |
| 三枝守友（三枝昌貞） | 1537年－1575年   | 木原領主        | 戰死（長篠之戰）   |
| 真田幸隆（真田幸綱） | 1513年－1574年   | 真田氏          | 病死               |
| 真田信綱             | 1537年－1575年   | 真田氏          | 戰死（長篠之戰）   |
| 武田信繁             | 1525年－1561年   | 武田氏          | 戰死（川中島之戰） |
| 武田信廉             | 1532年？－1582年 | 武田氏          | 戰死（天目山之戰） |
| 多田滿賴             | 生年不詳－1563年 | 多田氏          | 病死               |
| 土屋昌次（昌續）     | 1544年－1575年   | 金丸氏          | 戰死（長篠之戰）   |
| 內藤昌豐             | 1522年－1575年   | 工藤氏          | 戰死（長篠之戰）   |
| 馬場信春             | 1515年－1575年   | 教來石鄉領主    | 戰死（長篠之戰）   |
| 原虎胤               | 1497年－1564年   | 原氏 (千葉氏族) | 病死               |
| 原昌胤               | 1531年－1575年   | 原氏 (土岐氏族) | 戰死（長篠之戰）   |
| 山縣昌景             | 1529年－1575年   | 飯富氏          | 戰死（長篠之戰）   |
| 山本勘助（菅助）     | 1493年？－1561年 | 未詳            | 戰死（川中島之戰） |
| 横田高松             | 1487年？－1550年 | 未詳            | 戰死（戶石崩）     |

※亦有武田勝頼取代小山田信茂的情況。

## 根據「武田二十四將圖」中描繪的其他人物
|                          | 生卒年           | 出自             | 死因                       |
| ------------------------ | ---------------- | ---------------- | -------------------------- |
| 甘利昌忠                 | 生卒年未詳       | 甘利氏           | 未詳                       |
| 小幡信貞                 | 1540年－1592年   | 上州小幡氏       | 病死                       |
| 小原廣勝（小原繼忠）     | 生年不詳－1582年 | 小原鄉領主       | 戰死（天目山之戰）         |
| 小山田昌辰（小山田虎滿） | 生年不詳－1579年 | 上原氏           | 未詳                       |
| 栗原信盛                 | 生卒年未詳       | 栗原氏           | 未詳                       |
| 真田昌輝                 | 1543年－1575年   | 真田氏           | 戰死（長篠之戰）           |
| 曾根昌清                 | 生卒年未詳       | 未詳             | 未詳                       |
| 曾根昌世                 | 生卒年未詳       | 未詳             | 未詳                       |
| 武藤喜兵衛（真田昌幸）   | 1547年－1611年   | 真田氏（武藤氏） | 病死（在關原之戰後被流放） |
| 諸角虎定（室住虎光）     | 生年不詳－1561年 | 未詳             | 戰死（川中島之戰）         |